# Porto-riquenhos

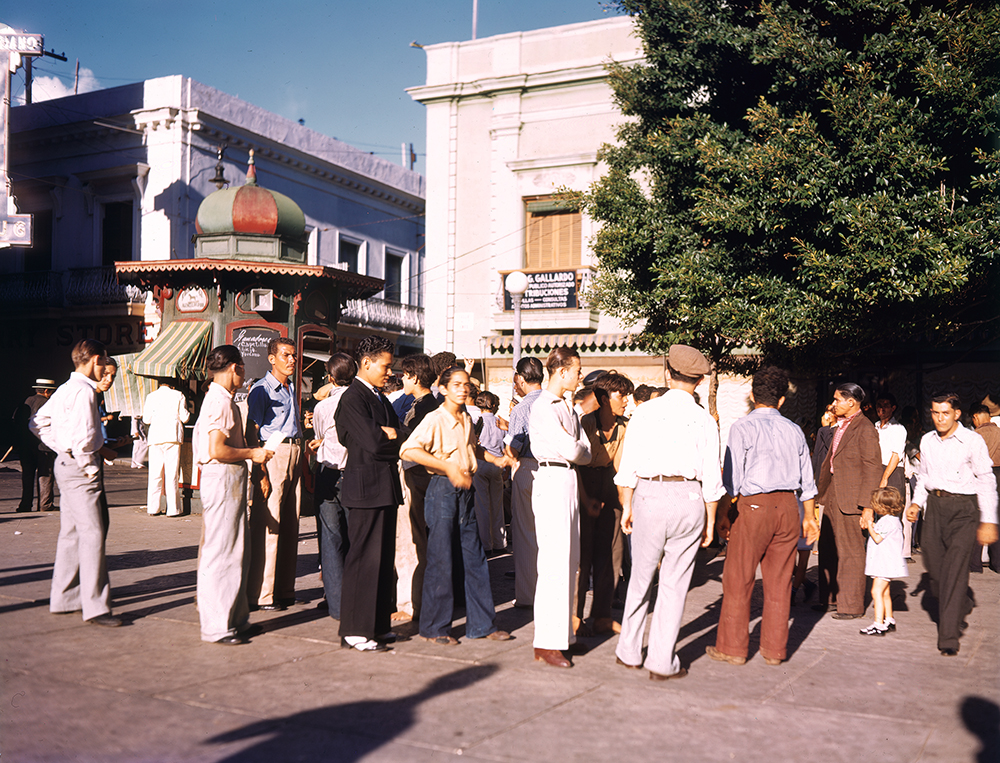
Multidão reunida em uma rua de Porto Rico em 1939, fotografada por Robert Yarnall Richie

Porto-riquenhos (em castelhano:  Puertorriqueños) também conhecido coloquialmente como Boricuas são o povo de Porto Rico, os habitantes e cidadãos da Comunidade de Porto Rico e seus descendentes.

## Visão geral
A cultura mantida em comum pela maioria dos porto-riquenhos é referida como uma cultura ocidental derivada em grande parte das tradições da Espanha e, mais especificamente, da Andaluzia e das Ilhas Canárias . Porto Rico também recebeu imigração de outras partes da Espanha, como a Catalunha, bem como de outros países europeus, como França, Irlanda, Itália e Alemanha. Porto Rico também foi influenciado pela cultura africana, com muitos porto-riquenhos parcialmente descendentes de africanos, embora os afro-porto-riquenhos de ascendência africana não misturada sejam apenas uma minoria significativa. Também estão presentes nos porto-riquenhos de hoje vestígios (cerca de 10-15%) dos nativos aborígenes Taino que habitavam a ilha na época em que os colonizadores europeus chegaram em 1493. Estudos recentes em genética populacional concluíram que o pool genético porto-riquenho é, em média, predominantemente europeu, com um substrato significativo da África Subsaariana, Guanche do Norte da África e Indígena Americano, os dois últimos originários dos povos aborígines das Ilhas Canárias e de Porto Rico. habitantes Taíno pré-colombianos, respectivamente.
A população de porto-riquenhos e descendentes é estimada entre 8 e 10 milhões em todo o mundo, com a maioria vivendo nas ilhas de Porto Rico e no continente dos Estados Unidos. Nos Estados Unidos, os porto-riquenhos estão presentes em todos os estados da União, e os estados com as maiores populações de porto-riquenhos em relação à população nacional de porto-riquenhos nos Estados Unidos em geral são os estados de Nova York, Flórida, Nova Jersey e Pensilvânia, com grandes populações também em Massachusetts, Connecticut, Califórnia, Illinois e Texas.
Para 2009, as estimativas da American Community Survey dão um total de 3.859.026 porto-riquenhos classificados como "nativos" porto-riquenhos. Também dá um total de 3.644.515 (91,9%) da população nascida em Porto Rico e 201.310 (5,1%) nascida nos Estados Unidos. A população total nascida fora de Porto Rico é de 322.773 (8,1%). Dos 108.262 estrangeiros nascidos fora dos Estados Unidos (2,7% dos porto-riquenhos), 92,9% nasceram na América Latina, 3,8% na Europa, 2,7% na Ásia, 0,2% na América do Norte e 0,1% na África e Oceania.